# 亚美尼亚签证政策

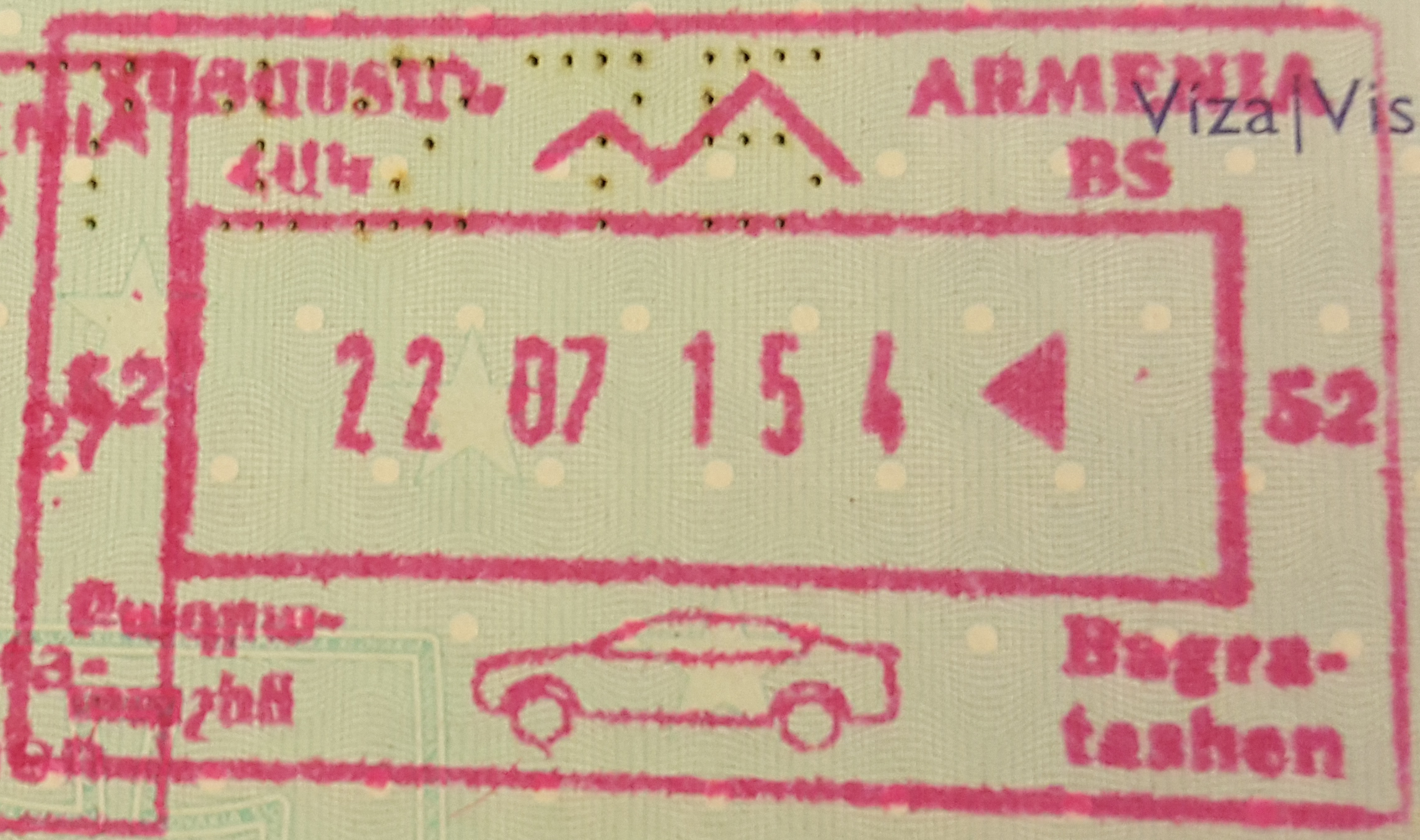
亚美尼亚入境章

亚美尼亚签证政策允许部分国家的公民以免签证入境或者办理落地签证和电子签证后入境。亚美尼亚签证政策并不完全与对方国家对等。

## 免簽證政策地圖

亚美尼亚签证政策
亚美尼亚
免签证（180天，可用身份证入境）
免签证（180天）
免签证（90天）
落地签证或电子签证（120天）
有条件落地签证或电子签证
需要签证
需要特殊入境许可
拒绝入境

## 免签证
持下列国家或地區签发的各类护照的旅客可免签证入境亚美尼亚并且每年停留最多180天：
| - 阿尔巴尼亚 - 安道尔 - 阿根廷 - 白俄羅斯 - 巴西 - ID - 香港 - 冰島 | - 日本 - 科威特 - 列支敦斯登 - 澳門 - 摩尔多瓦 - 摩納哥 - 蒙特內哥羅 - 新西兰 | - 挪威 - 巴拿马 - 俄羅斯IP - 圣马力诺 - 塞爾維亞 - 新加坡 - 瑞士 | - 乌克兰 - 阿联酋 - 英国 - 美国 - 乌拉圭 - 梵蒂冈 |  |

| - 1 | - 中國 | - 伊朗 |  |

ID - 如果直接从格鲁吉亚抵达，可以使用身份证代替护照入境.

IP - 如果乘飞机抵达，可以使用内部护照代替护照入境.

1 - 阿塞拜疆公民必须持有特别入境许可证.

### 非普通護照
除公民免签证的国家外，外交、公务或公务护照持有者可在以下期间免签证进入亚美尼亚:
| - 黎巴嫩 |

| - 智利 - 埃及D - 印度D | - 伊朗 - 以色列D - 墨西哥 | - 菲律賓 - 叙利亚 - 越南 |  |

| - 科威特 | - 约旦D |  |

| - D |

| - 印度尼西亞 - 马来西亚 | - 蒙古国 |  |

D - 僅限外交護照
```
2023 年 12 月与
 
突尼西亞
签署了一项协议，目前正在等待批准.
[
5
]
```

## 落地签证
除了下列国家以外的其他国家公民可以办理落地签证入境亚美尼亚，停留期限最多為120天。
可以办理落地签证的口岸包括：
- 国际机场和火车站
  - 兹瓦尔特诺茨国际机场（埃里温）
  - 希拉克机场（久姆里）
  - 艾鲁姆（英语：Ayrum）火车站（格鲁吉亚边境）
- 公路口岸
  - 梅格里（伊朗边境）
  - Bagratashen（英语：Bagratashen）（格鲁吉亚边境）
  - Bavra（英语：Bavra）（格鲁吉亚边境）
  - Gogavan（英语：Gogavan）（格鲁吉亚边境）

## 电子签证
符合落地签证要求的外国人也可以办理电子签证，使用电子签证可以停留120天（收费31美元）或21天（6美元），须在出发前至少3个工作日申请。

## 必须提前办理签证
下列国家公民若要前往亚美尼亚，必须凭邀请函在出发前到亚美尼亚驻外使领馆办理签证：
| - 所有除南非外的非洲國家（包括聖赫勒拿） - 阿富汗 - 尼泊尔 - 巴基斯坦 | - 巴勒斯坦 - 沙烏地阿拉伯 - 斯里蘭卡 - 叙利亚 - 越南 |  |

 伊拉克公民若要前往亚美尼亚，必须在出发前到亚美尼亚驻外使领馆办理签证，但无需提供邀请函。
 科索沃公民不得入境或过境亚美尼亚。